# تحجيل الطيور

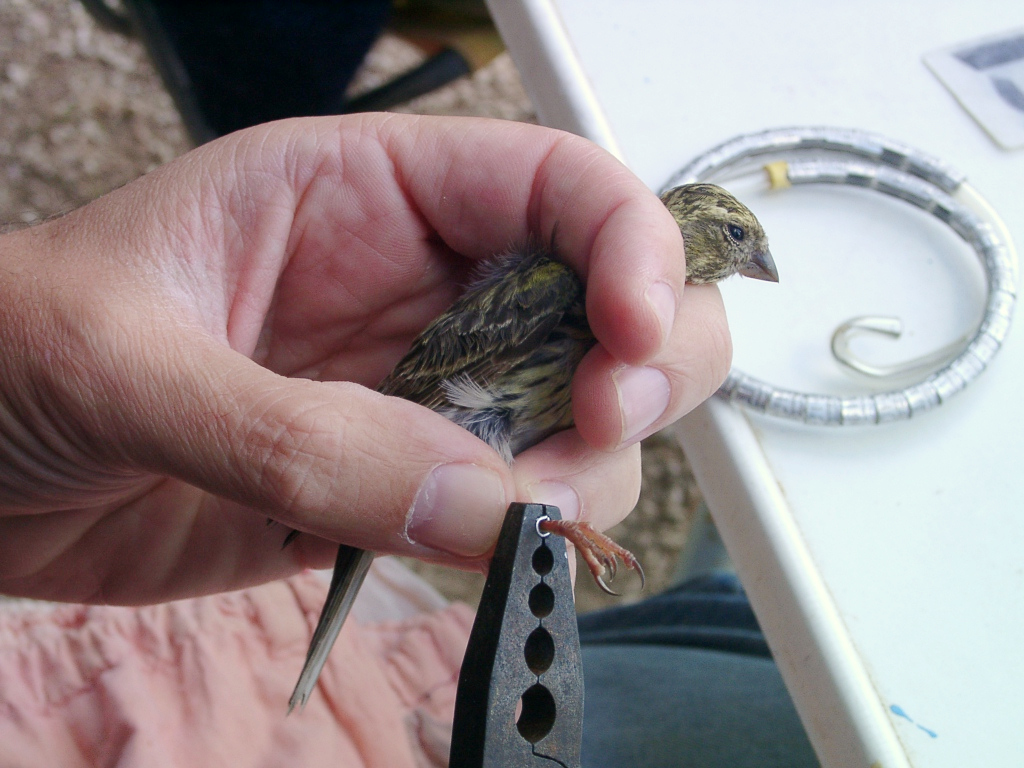
أستخدم الباحث أداة لوضع علامة في ساق هذا النعار الأوروبي.

تحجيل الطيور، هي تقنية مستخدمة في دراسة الطيور البرية بوضع علامة أو بطاقة مصنوعة من المعدن أو البلاستيك على أحد أجنحة أو أرجل الطائر، ويتم وضع توقعات مختلفة عن حياة الطائر التي يتم دراسته عن طرق إعادة إيجاد نفس الطائر لاحقًا. والأمور التي يتم دراستها يمكن أن تشمل الهجرة، طول العمر، الوفيات، الدراسات الأعداد، أماكن العيش، وسلوك التغذية، والجوانب الأخرى التي يتم دراستها من قبل علم الطيور.